# The Ritz-Carlton, Hong Kong
The Ritz-Carlton, Hong Kong (chinesisch 香港麗思卡爾頓酒店) ist ein 5-Sterne-Hotel der Ritz-Carlton-Gruppe im International Commerce Centre in West Kowloon, Hongkong.

## Geschichte, Lage, Ausstattung
Das Hotel eröffnete am 29. März 2011. Es befindet sich in den Etagen 102 bis 118 des International Commerce Centre, das im Besitz der Sun Hung Kai Properties ist, und ist damit das weltweit höchste Hotel.
Das Hotel verfügt über 312 Zimmer und mehrere Restaurants. Der Pool mit Bar auf der 118. Etage ist weltweit der höchste Pool in einem Hochhaus. Gleich unterhalb des Hotels befindet sich im 100. Stockwerk die Aussichtsplattform Sky100.
„The Ritz-Carlton, Hong Kong“ darf nicht mit dem ehemaligen „Ritz-Carlton Hotel Hong Kong“ verwechselt werden, das sich in Central befand und von 1993 bis 2008 bewirtschaftet wurde.